# Pangenrejo
Pangenrejo is een bestuurslaag in het regentschap Purworejo van de provincie Midden-Java, Indonesië. Pangenrejo telt 4670 inwoners (volkstelling 2010).